# K-Startup Grand Challenge
K-Startup Grand Challenge — програма підтримки стартапів від уряду Південної Кореї. Програму було засновано у 2016 році Національним агентством з промоції інформаційних технологій (NIPA) за фінансової підтримки Міністерства малих та середнії підприємств та стартапів Південної Кореї. Програма розташована в Долині технологій Пангьо, яку також згадують як корейська кремнієва долина

## Історія
З 2013 року президент Пак Кин Хе розпочала політику «креативна економіка», в рамках якої уряд щорічно інвестував в підтримку розвитку стартапів 2 млрд долл. США. Однією з таких зусиль стала програма K-Startup Grand Challenge, яка допомагає іноземним стартапам розвинути бізнес в Кореї, співпрацювати з корейськими інвесторами та компаніями.

## Зміст програми
Процес відбору учасників відбувається в три етапи:
- міжнародна подача заявок на участь зазвичай триває декілька місяців. У 2016 році 2439 компаній подали заявки з 124 країн[6]. У 2017 році — 1515 стартапів з 118 країн[7].
- глобальне аудиювання відбирає 80-100 кандидатів для інтерв'ю та аналізу потенціалу компанії запрошеними суддями.
- остаточний відбір 40-50 команд для участі в програмі[8].

Обрані команди отримують різноманітну допомогу протягом трьох місяців: фінансову підтримку, візову та юридичну допомогу, залучення до співпраці з корейськими технологічними компаніями, такими як Samsung Electronics, LG Electronics, Kakao, Naver, POSCO, KT, тощо. Фіналом програми є «Демо Дей», після якого половина стартапів отримує додаткові $33,000 від уряду, в той час як перші чотири фіналісти отримують приз від $6,000 до $100,000.

## Перебіг програми

### K-Startup Grand Challenge 2016
40 компаній було відібрано для участі в першому раунді програми.

### K-Startup Grand Challenge 2017
Програму було розширено до 50 команд, кожну з яких було запрошено до Кореї. Кожна з компаній отримала наступні можливості:
- безкоштовний переліт в Корею і назад для двох членів команди;
- кошти в розмірі ₩14,000,000 для витрат на проживання в Кореї з серпня по листопад;
- гранти після «Демо Дей» в розмірі ₩120,000,000 (1 місце), ₩48,000,000 (2 місце), ₩24,000,000 (3 місце) та ₩7,200,000 (4 місце);
- ₩32,000,000 додаткових коштів для кожної з команд, що увійшли в топ-25 з січня по червень 2018 року.

Участь у другому раунді програми взяли дві компанії, що засновані українцями, Cards Corp. та Preply, обидві з яких увійшли в топ-25 найкращих компаній.